# Rozelle, New South Wales
Rozelle este o suburbie în Sydney, Australia.